# Ye Olde Cock Tavern
Ye Olde Cock Tavern er en pub i Londons Fleet Street og en del af Taylor Walker Pubs.
Oprindeligt blev pubben opført før det 17. århundrede. Den blev genopbygget, herunder også interiøret (der menes også at have værker udført af billedskæreren Grinling Gibbons), på den modsatte side af vejen i 1880'erne, da en afdeling af Bank of England blev opført hvor den tidligere stod.  Imidlertid blev mange af de oprindelige udskæringer ødelagt under en brand i 1990'erne, og bygningen har siden da gennemgået en restaurering, hvor fotografier er blevet brugt som forbillede.
Pubben har været frekventeret af personer som Samuel Pepys, Alfred Tennyson og Charles Dickens.